# 내 심장이 건너뛴 박동
《내 심장이 건너뛴 박동》(The Beat That My.Heart Skipped)(프랑스어: De battre mon cœur s'est arrêté)은 2005년 프랑스 감독 자크 오디아르의 작품이다. 1978년 제임스 토박의 《핑거스》(Fingers)를 리메이크 한 작품으로 오리지널보다 훌륭하다는 격찬을 받았다. 교차편집을 통하여 주인공 처한 대조적 상황을 극대화했다. 2009년 더 타임즈에서 선정한 지난10년간 100대 영화에 꼽히기도 했다. 액션, 범죄, 드라마, 멜로물로 러닝타임은 107분이다.

## 줄거리
톰은 아버지를 도와 부동산 브로커 일을 하고 있다. 하지만 폭력과 불법을 자행하며 오로지 이익만을 추구하는 그 일은
진정 그가 원하는 것이 아니다. 아버지에게 반절의 유전자를 물려받은 아들이기에 그는 아버지의 삶에서 완전히 자유롭
지 못하다. 이미 세상을 떠난 톰의 어머니는 피아니스트였다. 어머니의 영향아래 그는 피아노를 배웠고 또 그것을 즐거워 했지만 그녀가 죽은 후로는 사정이 완전히 달라졌다. 그는 자연스럽게 피아노와 멀어졌고, 정반대 쪽에 서 있는 아버
지의 그늘아래, 아버지의 의지대로 살아갔다. 그는 아버지를 사랑하지만, 그의 일과 권위를 증오한다. 그러던 어느 날 우연히 예전 어머니의 매니저를 보게 되고 그로부터 오디션을 권유받는다. 그 순간 그는 다시 자신의 심장이 뜀을 느낀다. 그 후 중국인 피아니스트로부터 강습을 받으며 오디션을 위해 매진하지만 순조롭진 않다. 부동산 브로커 일로부터 완전히 자유로울 수 없기 때문이다. 이런 위태로운 줄타기를 하는 도중 어느 날 아버지는 톰에게 러시아인으로부터 떼어먹힌 돈을 받아다달라는 부탁을 한다. 하지만 그는 러시아인의 애인과 잠자리만을 한 채 아버지가 부탁한 일을 하지 않는다. 실망한 아버지와의 다툼 후 집을 나온 그는 오디션 연습에 몰두하고 다음 날 오디션을 앞둔채 잠을 청하지만, 브로커일을 위한 친구들의 부름으로 끌려나가 거주민들을 몰아내는 난동 속에서 날을 샌다. 결국 오디션은 떨어지고 실망한 채 아버지를 보기위해 집에 가지만 이미 그는 러시아인의 총에 맞아 죽은 후다. 2년후 그는 자신을 가르친 피아니스트의 매니저가 되어있다. 그녀의 공연장으로 가던 도중 그는 우연히 아버지를 죽인 러시아인을 마주치게 되고 복수를 하려 하지만 결국 그를 죽일 수 있었음에도 그것을 포기하고 공연장으로 돌아온다. 화장실에서 매무새를 정리한채 공연장에 들어온 그는 공연을 감상하며 피투성이가 된 손으로 건반을 치듯 손가락을 움직인다. 흔들리던 그의 눈은 다시 어느때보다 힘차게 빛난다.

## 출연진
주연
로맹 뒤리스 (Romain Duris) (토마스 세어 역)
닐스 아르스트럽 (Niels Arestrup) (로버트 세어 역)
조연
조나단 자카이 Jonathan Zaccai
질 코엔 Gilles Cohen
린 댄 팜 Linh Dan Pham
오레 아티카 Aure Atika
에마뉘엘 드보 Emmanuelle Devos
안톤 야코브레브 Anton Yakovlev
멜라니 로랑 Melanie Laurent
아그네스 오브 Agnes Aube
데니스 팔고스 Denis Falgoux
서지 보틀로프 Serge Boutleroff
샌디 화이트로 Sandy Whitelaw
엠마뉴엘 핑키엘 Emmanuel Finkiel
지안-장 Jian-Zhang
자멜 드자부 Jamal Djabou
블라디슬라프 갈라드 Vladislav Galard
월터 슈노켈 Walter Shnorkell